# Ardisia humilis
Ardisia humilis är en viveväxtart som beskrevs av Vahl. Ardisia humilis ingår i släktet Ardisia och familjen viveväxter. Inga underarter finns listade i Catalogue of Life.